# Trichogramma castrensis
Trichogramma castrensis is een vliesvleugelig insect uit de familie Trichogrammatidae. De wetenschappelijke naam is voor het eerst geldig gepubliceerd in 1995 door Velasquez de Rios & Teran.